# Klan (série télévisée)
Klan est un soap opera polonais créé et produit par Wojciech Niżyński (pl), diffusé depuis le 16 juin 1997 sur TVP 1.
La série est récompensée deux fois par le prix Telekamera du magazine Tele Tydzień, en 1999 et 2000, dans la catégorie série TV.
Ce feuilleton est inédit dans les pays francophones.

## Synopsis
La série raconte l'histoire des Lubicz, une famille multigénérationnelle de Varsovie.

## Distribution
- Tomasz Stockinger : Paweł Lubicz
- Barbara Bursztynowicz : Elżbieta Chojnicka
- Andrzej Grabarczyk : Jerzy Chojnicki
- Izabela Trojanowska : Monika Ross
- Małgorzata Ostrowska-Królikowska : Grażyna Kwapisz
- Paulina Holtz : Agnieszka Lubicz
- Kaja Paschalska : Aleksandra Lubicz
- Daniel Zawadzki : Michał Chojnicki - depuis 2004
- Magdalena Wójcik : Beata Borecka - depuis 2013
- Marek Kossakowski : Daniel Ross - depuis 2015
- Martyna Kowalik : Kamila Chojnicka - depuis 2015
- Natalia Antoszczak : Martyna Czerska - depuis 2009
- Ewa Drzymała : Ewa Godlewska - depuis 2011
- Edyta Herbuś : Marta Orłowska - depuis 2010
- Agnieszka Kaczorowska : Bożena Kazuń - depuis 1999
- Julia Królikowska : Katarzyna Lubicz - depuis 1999
- Laura Łącz : Gabriela Wilczyńska - depuis 2002
- Jolanta Mrotek : Arleta Halszka Kosicka - de 2002 à 2005, en 2009, et depuis 2012
- Maria Niklińska : Agata Wilczyńska - de 1998 à 2002, et depuis 2010
- Daniel Olbrychski : Arkadiusz Nowik - depuis 2012
- Joanna Moro : Patrycja Wolska - de 2008 à 2009
- Ada Fijał : Karolina Czerwiecka - de 2008 à 2013
- Dorota Lanton : Julia Skirgiełło - de 2001 à 2006, et de 2012 à 2015
- Ewa Szykulska : Milena Furtecka - de 2012 à 2015